# Marzana (Croazia)
Marzana (in croato Marčana) è un comune croato di 4 260 abitanti nella parte meridionale dell'Istria.
Tra il febbraio l'aprile del 1921 il territorio di Marzana fu protagonista della ribellione di Proština.

## Società

### La presenza autoctona di italiani
È presente una piccola comunità di italiani autoctoni che rappresentano una minoranza residuale di quelle popolazioni italofone che abitarono per secoli la penisola dell'Istria e le coste e le isole del Quarnaro e della Dalmazia, territori che appartennero alla Repubblica di Venezia. La presenza degli italiani a Marzana è drasticamente diminuita in seguito all'esodo giuliano dalmata, che avvenne dopo la seconda guerra mondiale e che fu anche cagionato dai "massacri delle foibe".
Marzana ospitò sempre un nucleo di italiani. Nella prima metà del Seicento, i cognomi marzanesi erano per il 44,4% italiani e per il 55,5% croati. In seguito all'immigrazione croata e all'esodo istriano, il numero di italiani andò via via diminuendo. Nel 2001, pochissimi abitanti ancora si dichiaravano di madrelingua italiana.

### Lingue e dialetti
| %      | Ripartizione linguistica (gruppi principali) |
| ------ | -------------------------------------------- |
| 0,31%  | madrelingua bosniaca                         |
| 97,72% | madrelingua croata                           |
| 0,74%  | madrelingua italiana                         |

| %      | Ripartizione linguistica (gruppi principali) |
| ------ | -------------------------------------------- |
| 0,73%  | madrelingua bosniaca                         |
| 96,68% | madrelingua croata                           |
| 0,75%  | madrelingua italiana                         |

## Località
Il comune di Marzana è diviso in 22 insediamenti (naselja):
| - Bellavici (Belavići) - Bratelli (Bratulići) - Carnizza (Krnica) - Castelnuovo d'Arsa (Rakalj) - Cavrano (Kavran) - Cregli (Hreljići) - Cuici (Kujići) - Divisici (Divšići) - Filippano (Filipana) - Iovici (Jovići) - Lavarigo (Loborika) | - Marzana (Marčana), sede comunale - Momarano (Mutvoran) - Orbani (Orbanići) - Pavicini (Pavićini) - Peruschi (Peruški) - Pinesi (Pinezići) - Prodol (Prodol) - Sarici (Šarići) - Segotti (Šegotići) - Vareschi Grande (Veliki Vareški) - Vareschi Piccolo (Mali Vareški) - Zucconi (Cokuni) |